# Іван Рогаль-Ільків
Іван Рогаль-Ільків (16 лютого 1917, Луків — 3 лютого 2002, Братислава) — чехословацький політик українського (русинського) походження, член Тимчасових Народних Зборів Української Національної Ради Пряшівщини та член Словацької Національної Ради та № 1. Зборів Чехословаччини для Комуністичної партії Словаччини (відповідно КПЧС).

## Життєпис
У 1937 році він склав екзамен на атестат зрілості в Пряшівській реальній гімназії. У 1937—1942 роках вивчав право, спочатку в Карловому університеті в Празі, після закриття чеських університетів продовжив навчання в Братиславському університеті. У 1942 році працював діловодом у Словацькому національному банку, з 1942 по 1944 рік був діловодом контори постачання в Братиславі.
У 1945–1946 роках був депутатом Тимчасових Народних Зборів від Української Національної Ради Пряшівщини. Він залишався в парламенті до парламентських виборів 1946 року. За результатами парламентських виборів 1946 року був обраний до Словацької національної ради.
На виборах 1948 року він був знову обраний до Словацької національної ради. Водночас він повернувся до національного законодавчого органу на виборах до Національної асамблеї 1948 року. Тепер як депутат-комуніст обраний у Пряшівському виборчому окрузі. Депутатом він залишався до грудня 1949 року, коли відмовився від свого мандату на користь Франтішека Гадуха.
У березні 1945 року брав участь у створенні Української Народної Ради. Тоді він був обраний її генеральним секретарем. Після лютневого перевороту 1948 року втягнувся в боротьбу за владу в Українській Національній Раді, в якій у вересні 1948 року, як представник комуністичного крила, звинуватив чиновників з оточення Василя Карамана в буржуазному націоналізмі через їхні вимоги політичної автономії українців у Словаччині. Тоді Рогалю-Ільківу було доручено перетворення та фактичну ліквідацію Української Національної Ради. Як функціонер Української Національної Ради він також брав участь у переслідуванні греко-католицької церкви та насильницькому введенні православ'я в північно-східній Словаччині. У 1950 році він значиться головою Української Національної Ради.

### Зовнішні посилання
- Іван Рогаль-Ільків у парламенті